# Oosterbroek (havezate)
Oosterbroek is een havezate nabij de plaats Eelde in de Nederlandse gemeente Tynaarlo.
De havezate Oosterbroek wordt in het begin van de 17e eeuw voor de eerste maal vermeld op de lijst van Drentse havezaten. De naam verwijst naar de ten oosten van Eelde gelegen moerassige gebieden in het stroomdal van de Drentsche Aa. De Groninger advocaat en ondernemer Tonco Modderman en zijn echtgenote kochten het landgoed in 1781 voor 30.000 gulden van de toenmalige eigenaar Sjuck Gerrold Juckema van Burmania Rengers. Zij lieten het landgoed verfraaien door de aanleg van zichtlanen, een sterrenbos, een moestuin en een beukenbos.

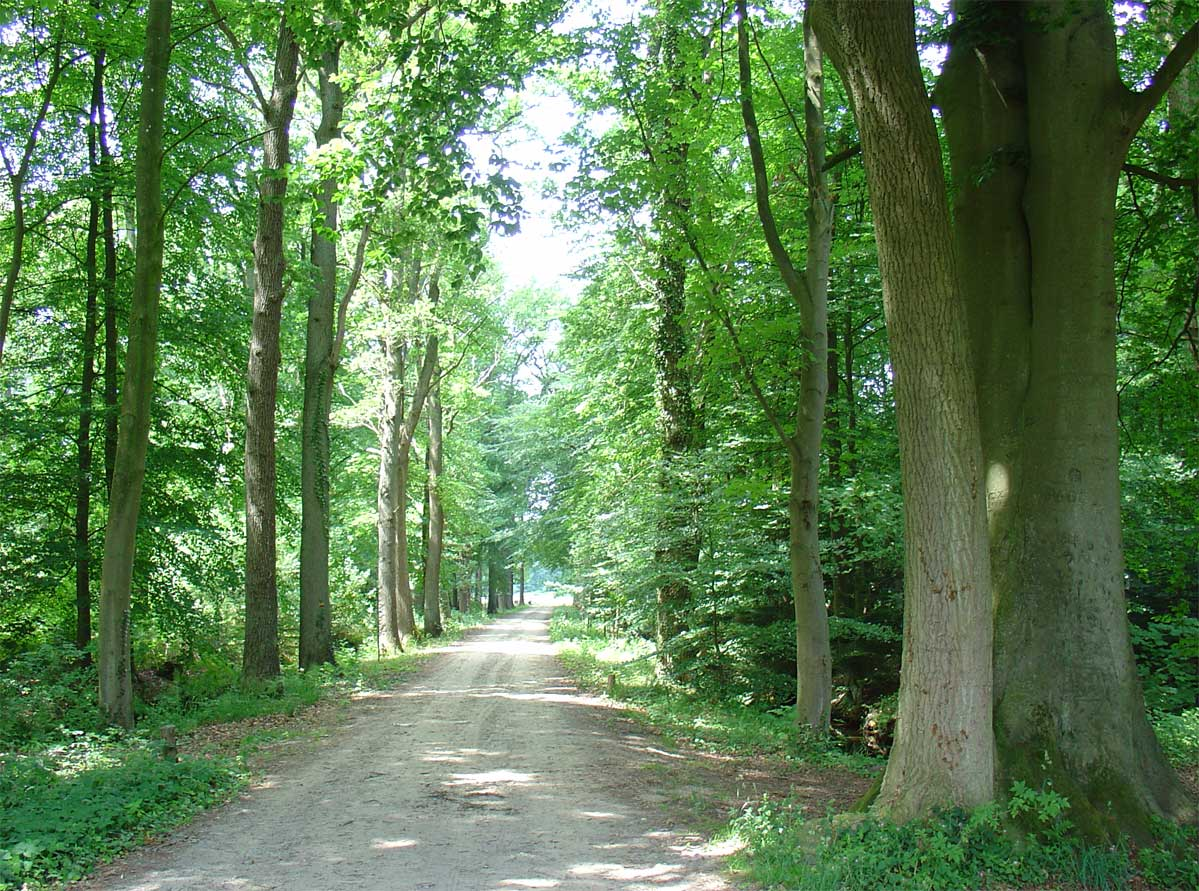
Zichtlaan met beuken in het door Tonco Modderman aangelegde Sterrenbos van de voormalige Havezate Oosterbroek (bij Eelde)

De eigenaren van Oosterbroek bezaten het zogenaamde collatierecht (dat wil zeggen het recht om predikanten te mogen benoemen) van de kerk van Eelde.
De oude havezate Oosterbroek werd in 1836 door de toenmalige eigenaren, Wiardus Hora Siccama en zijn echtgenote Anna Maria Catharina Modderman, afgebroken en op een iets hoger gelegen plaats weer opgebouwd. Hun zoon Johan Rengers Hora Siccama erfde Oosterbroek en vierde daar zijn vijftigjarig huwelijksfeest. Vanwege financiële problemen werd Oosterbroek in 1889 bij veiling verkocht. Daarna wisselde de havezate enkele malen van eigenaar. In 1922 werd het gebouw grotendeels door brand verwoest, maar werd weer herbouwd, zonder de voormalige 'ridderzaal' en de beide vleugels. In de jaren dertig van de 20e eeuw heeft het gebouw enige tijd dienstgedaan als jeugdherberg. Wobbe Alkema, lid van het Groninger kunstcollectief De Ploeg, was in die tijd, samen met zijn vrouw Dora Bittkow, beheerder van de jeugdherberg. Tijdens de Tweede Wereldoorlog werd het gebouw in bezit genomen door de Duitse bezetters. In 1969 werd het gebouw een rijksmonument. De havezate was lange tijd in het bezit van een instelling voor verslavingszorg, die in 1878 er het complex Hoog-Hullen liet bouwen. In 2018 verkocht de instelling echter het omringende landgoed.
Het bij het landgoed behorende sterrenbos is in 1984 aangekocht door de Kraus-Groeneveldstichting die met hulp van de Stichting Landschapsbeheer Drenthe het terrein zo veel mogelijk in de oorspronkelijke staat heeft teruggebracht. Het maakt deel uit van de “landgoederengordel Eelde”, die samengesteld is uit de landgoederen De Braak, Vennebroek, Lemferdinge, De Duinen, Vosbergen en Oosterbroek.